# Diamond City
Diamond City è un comune degli Stati Uniti d'America, situato in Arkansas, nella contea di Boone.